# Мілош Крно
Мілош Крно (25 липня 1922 , Братислава  — 21 липня 2007 або 7 травня 2007 , Братислава ) — словацький письменник, перекладач, журналіст і сценарист.

## Біографія
Народився в Братиславі, що тоді входила до складу Чехословаччини. Дитинство провів у Партизанскій Люпчі.

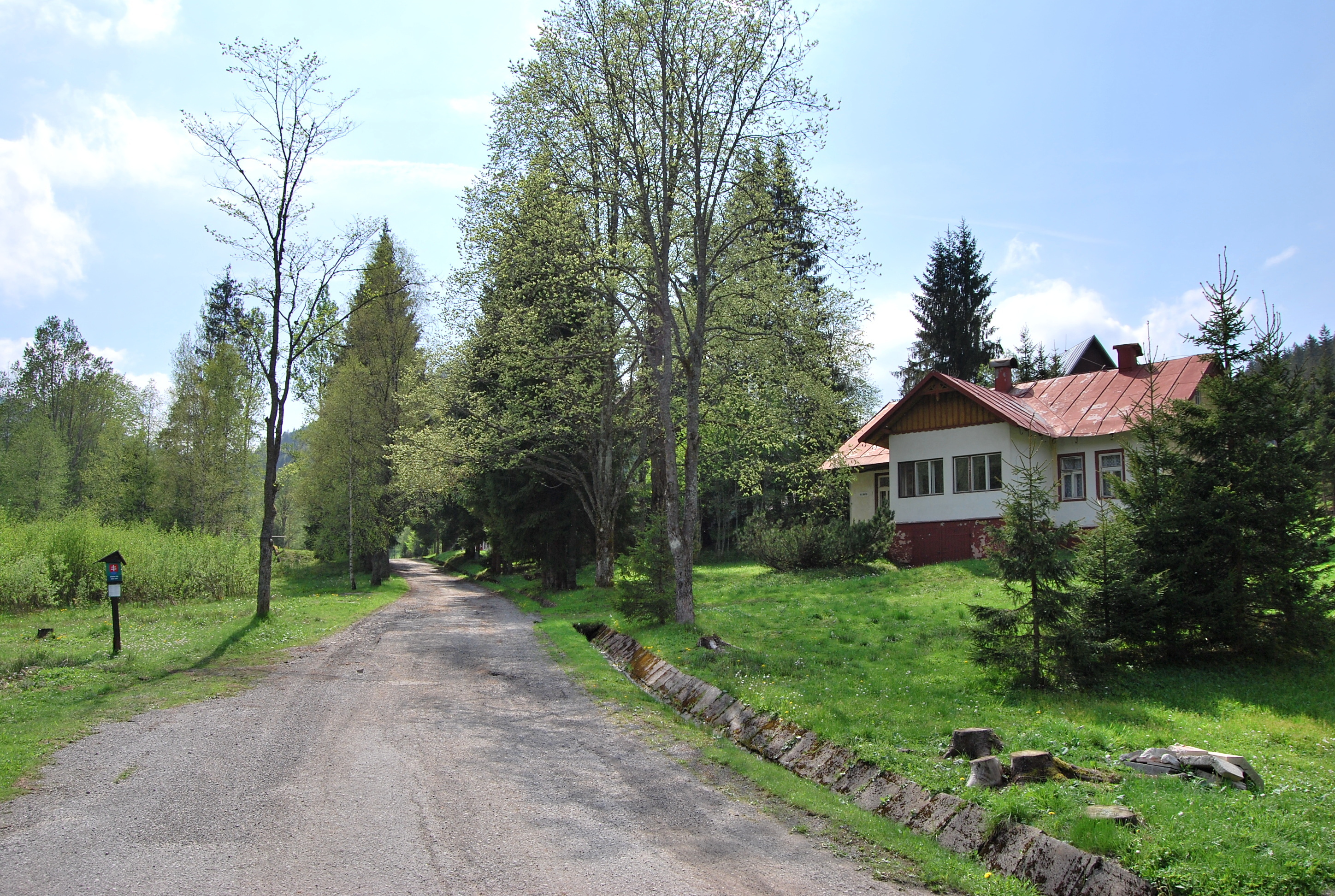
Партизанска Люпча

В 1933 – 41 навчався в гімназії в Кежмарку. Під час Словацького національного повстання у серпні 1944 р. був генеральним секретарем Асоціації бойових студентів університету в Банській Бистриці, де працював як партизанський активіст і публіцист, пізніше як член IV. чехословацької партизанської бригади в Низьких Татрах.

## Твори
Автор понад 30 книг. Один з головних представників словацького соціалістичного реалізму. Його твори перекладені до 11 мовами, а він сам перекладавши поезію та прозу російських, німецьких, грузинських та вірменських авторів.